# تل الحارة
تل الحارة، المعروف سابقًا باسم حارث الجولان وجبل حارث وقرن الحارّة، هو أعلى نقطة في محافظة درعا. خلال الصراع العربي الإسرائيلي والحرب الأهلية السورية، كان موقعا عسكريا استراتيجيا لأنه يطل على مناطق واسعة من مرتفعات الجولان ومناطق (حوران) أقرب مركز سكاني إليه هو مدينة الحارة الواقعة عند سفح التل الجنوبي الشرقي.

## وصف
تل الحارة، هو تل مخروطي الشكل يرتفع إلى 1,127 متر (3,698 قدم) فوق مستوى سطح البحر. ، ينتمي إلى مجموعة من البراكين المنقرضة في منطقة الجيدور وفيه فوهة واسعة في قمته. وهو أعلى نقطة في محافظة درعا ويطل على سهل حوران. تقع بلدة الحارة في الطرف الجنوبي الشرقي من تل الحارة. تقع دمشق على بعد 50 كم إلى الشمال الشرقي من تل الحارة، وعاصمة محافظة درعا على بعد 55 كم إلى الجنوب الشرقي، ووتبعد عنه ناحية الصنمين- 18كم  من جهة الشرق . وهضبة الجولان المحتلة على بعد 12 كيلومترا إلى الغرب.

## التسمية
عرف تل الحارة باسم «جبل الحارث» في أواخر العصر البيزنطي. نسبة للملك الغساني الحارث، وكان يشار إليه باسم «حارث الجولان» من قبل شعراء العرب القدماء أمثال النابغة الذبياني وحسان بن ثابت. الاسم الحديث للتل والمدينة الواقعة أسفله «الحارة» نسخة معدّلة من اسمها الغساني «الحارث» حسب المؤرخ عرفان شهيد. ونرجح أنّه مأخوذ من الحرّة وهي الفوهة البركانية. قيل أن قبر الملك الغسّاني النعمان بن الحارث يقع في قمة تل الحارة عند النبيغة.

## التاريخ
في تسعينيات القرن التاسع عشر، لاحظ عالم الآثار الألماني غوتليب شوماخر أن قبر القديس المسلم عمر الشهيد «توج» في تل الحارة. وأشار إلى أنه عند سفح التل الغربي كانت آثار دير عربية معروفة بدير الصاج يشتبه في أنها من أصل غساني.
بعد احتلال إسرائيل لهضبة الجولان عام 1967، كان تل الحارة بمثابة نقطة استطلاع سورية إستراتيجية تطل على مرتفعات الجولان. استولت عليه قوات الثوار المقاتلة تحت راية الجيش السوري الحر من الفرقة 7 المدرعة السابعة أحد أكبر الألوية المدرعة للجيش العربي السوري في جنوب سوريا، في 5 أكتوبر 2015، وكان ذلك، جزئيًا نتيجة الانشقاق الظاهر للواء الجيش العربي السوري محمود أبو عراج. مهّد تحرير تل الحارة الطريق لتحرير جزء كبير من محافظة درعا الغربية ومحافظة القنيطرة. كانت تل الحارة محررة لنحو أربع سنوات حتى استعادت القوات الحكومية السورية السيطرة على التل في 7 يوليو / تموز 2018 بعد معركة استمرت يومين. ويبدو أن الثوار استعادوا السيطرة عليه قبل تسليم التل للقوات الحكومية في اتفاق مصالحة في 16 يوليو.